# Irineópolis
Irineópolis es un municipio brasileño del estado de Santa Catarina. Tiene una población estimada al 2022 de 10 285 habitantes. Ubicado en la frontera con el Estado de Paraná, pertenece a la Región metropolitana del Norte-Nordeste Catarinense.

## Historia

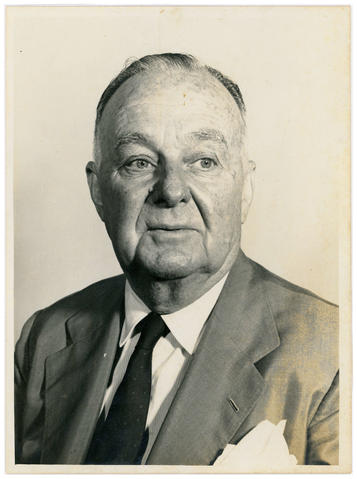
Irineu Bornhausen.

Fundada en 1885 por Caetano Valões y sus hermanos, adoptó el nombre de Valões en honor a estos. En ese entonces, el territorio formaba parte del Estado de Paraná, esto fue hasta 1916 con la convención de límites tras la Guerra del Contestado. Tras los límites, comenzaron a llegar los primeros inmigrantes alemanes y polacos a la localidad.
La localidad fue elevada a distrito en 1921, subordinada a Porto União. Se emancipó el 23 de abril de 1962. Adoptó el nombre de Irineópolis en honor a Irineu Bornhausen (1896-1974), 15.º gobernador de Santa Catarina.